# Regimentul de Poliție SS „Bozen”

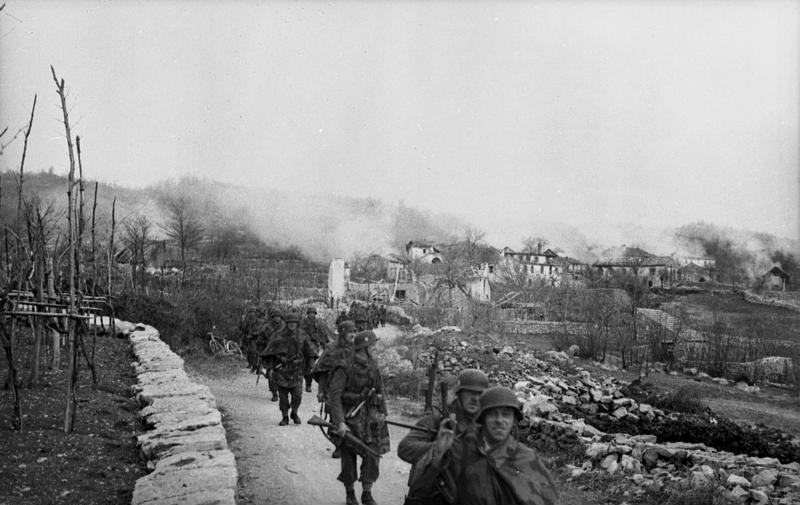
Zona operațională a litoralului Mării Adriatice - Soldați ai Batalionului 1 pleacă din satul Gornji Turki, lângă Kastav, Croația, 5 aprilie 1944. Aceștia au folosit puști italiene, la fel și echipamentul.

Regimentul de Poliție „Südtirol”, mai târziu „Bozen” și în cele din urmă Regimentul de Poliție SS „Bozen” din Bolzano (în germană SS-Polizeiregiment „Bozen”)  a fost o unitate militară germană a Ordnungspolizei recrutată în regiunea Alto Adige, în mare parte etnic-germană, din nord-estul Italiei, la sfârșitul anului 1943, în timpul anexării germane de facto a regiunii (OZAV).
În momentul atacului de pe Via Rasella, Roma de la 23 martie 1944 împotriva companiei a 11-a a batalionului 3, regimentul era la dispoziția comandamentului militar german al orașului Roma, condus de generalul Luftwaffe Kurt Mälzer. 
Primul și al doilea batalion ale regimentului erau active în Istria, respectiv Belluno, în timp ce al treilea batalion era o unitate de rezervă staționată la Roma. Toate trei s-au predat forțelor aliate sau partizanilor în ultimele zile ale războiului.